# 国道226号

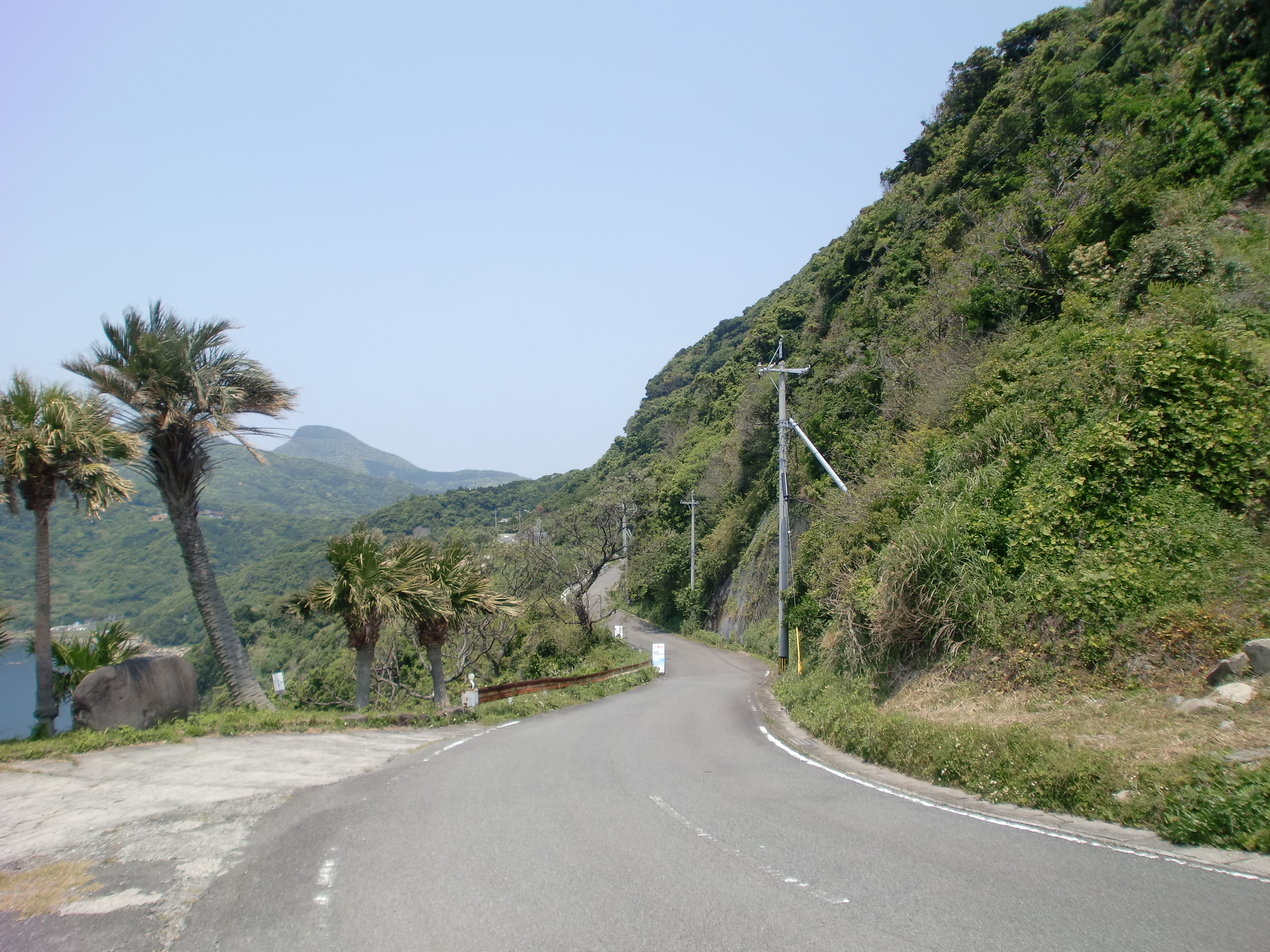
黒瀬海岸付近から野間岬方面を望む（南さつま市笠沙）

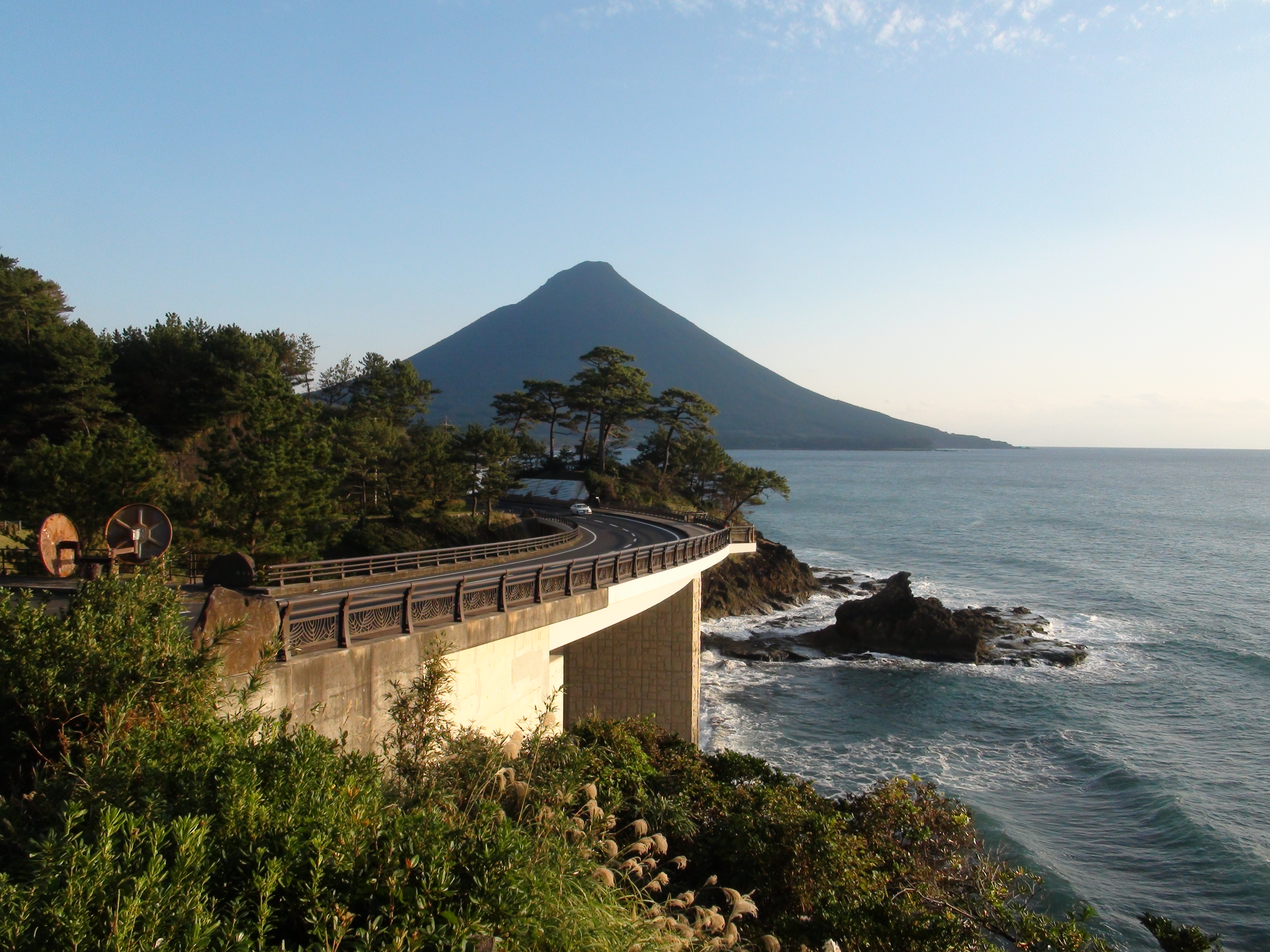
開聞岳を望む（南九州市頴娃町）

国道226号（こくどう226ごう）は、鹿児島県南さつま市から鹿児島市に至る一般国道である。

## 概要
薩摩半島南部沿岸を通過する。南さつま市笠沙町から枕崎市までは、東シナ海に沿った急峻な地形を進むため、片側1車線に満たない地点や、雨量規制や越波規制の可能性のある区間が存在する。沿道には、吹上浜、越路浜、野間池、野間岬ウィンドパーク、鑑真上人上陸記念館、枕崎おさかなセンター、池田湖、開聞岳、長崎鼻公園、指宿温泉、平川動物公園などがある。

### 路線データ
一般国道の路線を指定する政令に基づく起終点および重要な経過地は次のとおり。
- 起点：加世田市[注釈 2]（市役所前交差点 = 国道270号交点、鹿児島県道29号石垣加世田線終点）
- 終点：鹿児島市（照国神社前交差点 = 国道3号・国道10号・国道225号終点）
- 重要な経過地：鹿児島県川辺郡笠沙町[注釈 2]、枕崎市、同県揖宿郡山川町[注釈 3]、指宿市
- 総延長 : 155.3 km（重用延長を含む）[2][注釈 4]
- 重用延長 : 14.5 km[2][注釈 4]
- 未供用延長 : なし[2][注釈 4]
- 実延長 : 140.8 km[2][注釈 4]
  - 現道 : 139.7 km[2][注釈 4]
  - 旧道 : 1.1 km[2][注釈 4]
  - 新道 : なし[2][注釈 4]
- 指定区間：指宿市十二町字柴山487番1 - 鹿児島市城山町1番の1（指宿市十二町交差点 - 照国神社前交差点（終点））[3]

## 歴史
- 1953年（昭和28年）5月18日 - 二級国道226号枕崎指宿鹿児島線（枕崎市 - 指宿市 - 鹿児島市）として指定施行[4]。
- 1965年（昭和40年）4月1日 - 道路法改正により一級・二級区分が廃止されて一般国道226号として指定施行[1]。
- 1993年（平成5年）4月1日 - 起点側を延伸し、一般国道226号（加世田市[注釈 2] - 鹿児島市）として指定施行[5]。
- 2024年（令和6年）
  - 2月16日 - 笠沙道路（南さつま市笠沙町大当から同市笠沙町野間池まで約5.4 km）の供用開始[6]。
  - 6月21日 - 梅雨前線による集中豪雨で、鹿児島市喜入旧市交差点から指宿市指宿岩本交差点の間、約11 kmの区間が通行止。乗用車2台が土砂流出に巻き込まれる[7]。翌日、通行止解除[8]。

## 路線状況

### 重複区間
- 国道269号・国道448号（指宿市十二町・国立病院前交差点 - 指宿市十二町・十二町交差点）
- 国道225号（鹿児島市下福元町・影原交差点 - 鹿児島市・照国神社前交差点（終点））

### 道路施設

#### トンネル
起点から
- 岩本隧道：延長117 m、1978年（昭和53年）竣工、指宿市岩本
- 成川トンネル：延長636 m、1986年（昭和61年）竣工、指宿市山川成川
- 坊トンネル：南さつま市坊津町坊
- 泊トンネル：南さつま市坊津町泊
- 丸木崎トンネル：延長307 m、南さつま市坊津町久志
- 笠沙トンネル：延長517 m、南さつま市笠沙町

#### 道の駅
- いぶすき（指宿市）
- 喜入（鹿児島市）

### 特殊通行規制区間
| 区間                                                        | 距離   | 規制内容                               | 危険内容 |
| ----------------------------------------------------------- | ------ | -------------------------------------- | -------- |
| 鹿児島県鹿児島市喜入前之浜町 - 鹿児島県鹿児島市喜入前之浜町 | 1.0 km | 越波があり通行が危険と判断される場合。 | 波浪     |

## 地理

### 通過する自治体
- 鹿児島県
  - 南さつま市 - 枕崎市 - 南九州市 - 指宿市 - 鹿児島市

### 交差する道路
| 交差する道路                                                                | 市町村名   | 交差する場所   | 交差する場所            |
| --------------------------------------------------------------------------- | ---------- | -------------- | ----------------------- |
| 国道270号 鹿児島県道29号石垣加世田線                                        | 南さつま市 | 加世田本町     | 市役所前交差点 / 起点   |
| 鹿児島県道20号鹿児島加世田線                                                | 南さつま市 | 加世田唐仁原   | 慰霊塔下交差点          |
| 鹿児島県道272号久志大浦線                                                   | 南さつま市 | 大浦町         |                         |
| 鹿児島県道267号野間池港線                                                   | 南さつま市 | 笠沙町片浦     |                         |
| 鹿児島県道271号秋目上津貫線                                                 | 南さつま市 | 坊津町秋目     |                         |
| 鹿児島県道270号久志上津貫線                                                 | 南さつま市 | 坊津町久志     |                         |
| 鹿児島県道269号坊之津久木野線                                               | 南さつま市 | 坊津町泊       |                         |
| 鹿児島県道268号寺ヶ崎坊線                                                   | 南さつま市 | 坊津町坊       |                         |
| 国道225号 国道270号                                                         | 枕崎市     | 西本町         | 町頭交差点              |
| 鹿児島県道32号枕崎港線 鹿児島県道266号枕崎停車場線                          | 枕崎市     | 西本町         | 中央交差点              |
| 鹿児島県道34号枕崎知覧線                                                    | 枕崎市     | 東本町         | 東本町交差点            |
| 鹿児島県道265号打木谷白沢津線                                               | 枕崎市     | 白沢北町       | 白沢交差点              |
| 鹿児島県道262号霜出南別府線                                                 | 南九州市   | 知覧町南別府   | 松ヶ浦交差点            |
| 鹿児島県道29号石垣加世田線                                                  | 南九州市   | 頴娃町別府     | 番所鼻公園前交差点      |
| 鹿児島県道234号石垣喜入線                                                   | 南九州市   | 頴娃町別府     | 頴娃町石垣入口交差点    |
| 鹿児島県道236号頴娃宮ケ浜線                                                 | 南九州市   | 頴娃町郡       | 頴娃町郡交差点          |
| 鹿児島県道28号岩本開聞線 鹿児島県道243号長崎鼻公園開聞線                    | 指宿市     | 開聞十町       | 指宿市開聞十町交差点    |
| 鹿児島県道242号川尻浦山川線                                                 | 指宿市     | 山川大山       | 長崎鼻入口交差点        |
| 鹿児島県道241号大山開聞線                                                   | 指宿市     | 山川小川       | 指宿市山川小川交差点    |
| 国道269号 重複区間起点 国道448号 重複区間起点 鹿児島県道238号下里湊宮ケ浜線 | 指宿市     | 十二町         | 国立病院前交差点        |
| 国道269号 重複区間終点 国道448号 重複区間終点 鹿児島県道240号指宿停車場線   | 指宿市     | 十二町         | 十二町交差点            |
| 鹿児島県道239号二月田停車場線                                               | 指宿市     | 十町           | 二月田駅前交差点        |
| 鹿児島県道238号下里湊宮ケ浜線                                               | 指宿市     | 大園原         | 大園原交差点            |
| 鹿児島県道237号宮ケ浜停車場線                                               | 指宿市     | 宮ケ浜         |                         |
| 鹿児島県道236号頴娃宮ケ浜線                                                 | 指宿市     | 宮ケ浜         | 指宿小前交差点          |
| 鹿児島県道28号岩本開聞線                                                    | 指宿市     | 岩本           | 指宿岩本交差点          |
| 鹿児島県道245号飯山喜入線                                                   | 鹿児島市   | 喜入生見町     | 生見小入口交差点        |
| 鹿児島県道233号喜入停車場線                                                 | 鹿児島市   | 喜入町         | 喜入寺交差点            |
| 鹿児島県道232号知覧喜入線                                                   | 鹿児島市   | 喜入町         | 喜入旧市交差点          |
| 鹿児島県道23号谷山知覧線                                                    | 鹿児島市   | 平川町         | 平川町交差点            |
| 鹿児島県道219号玉取迫鹿児島港線                                             | 鹿児島市   | 平川町         | 産業道路南入口交差点    |
| 国道225号 重複区間起点                                                      | 鹿児島市   | 下福元町       | 影原交差点              |
| 鹿児島県道19号鹿児島川辺線                                                  | 鹿児島市   | 坂之上4丁目    | 坂之上交差点            |
| 鹿児島県道219号玉取迫鹿児島港線                                             | 鹿児島市   | 和田3丁目      | 和田坂交差点            |
| 鹿児島県道212号谷山停車場線                                                 | 鹿児島市   | 谷山中央一丁目 | 谷山駅前交差点          |
| 鹿児島県道20号鹿児島加世田線 重複区間起点 鹿児島県道22号谷山伊作線          | 鹿児島市   | 小松原1丁目    | 笹貫陸橋交差点          |
| 鹿児島県道20号鹿児島加世田線 重複区間終点                                   | 鹿児島市   | 東郡元町       | 柴原団地入口交差点      |
| 鹿児島県道218号鹿児島港下荒田線                                             | 鹿児島市   | 下荒田4丁目    | 運動公園前交差点        |
| 鹿児島県道216号鹿児島港城南線                                               | 鹿児島市   | 城南町         | 城南町交差点            |
| 鹿児島県道21号鹿児島中央停車場線                                            | 鹿児島市   | 呉服町         | いづろ中央交差点        |
| 鹿児島県道24号鹿児島東市来線 鹿児島県道25号鹿児島蒲生線                     | 鹿児島市   | 照国町         | 照国町交差点            |
| 国道3号 国道10号 国道225号 重複区間終点                                     | 鹿児島市   | 照国町         | 照国神社前交差点 / 終点 |

### 交差する鉄道
- 指宿枕崎線

## ギャラリー

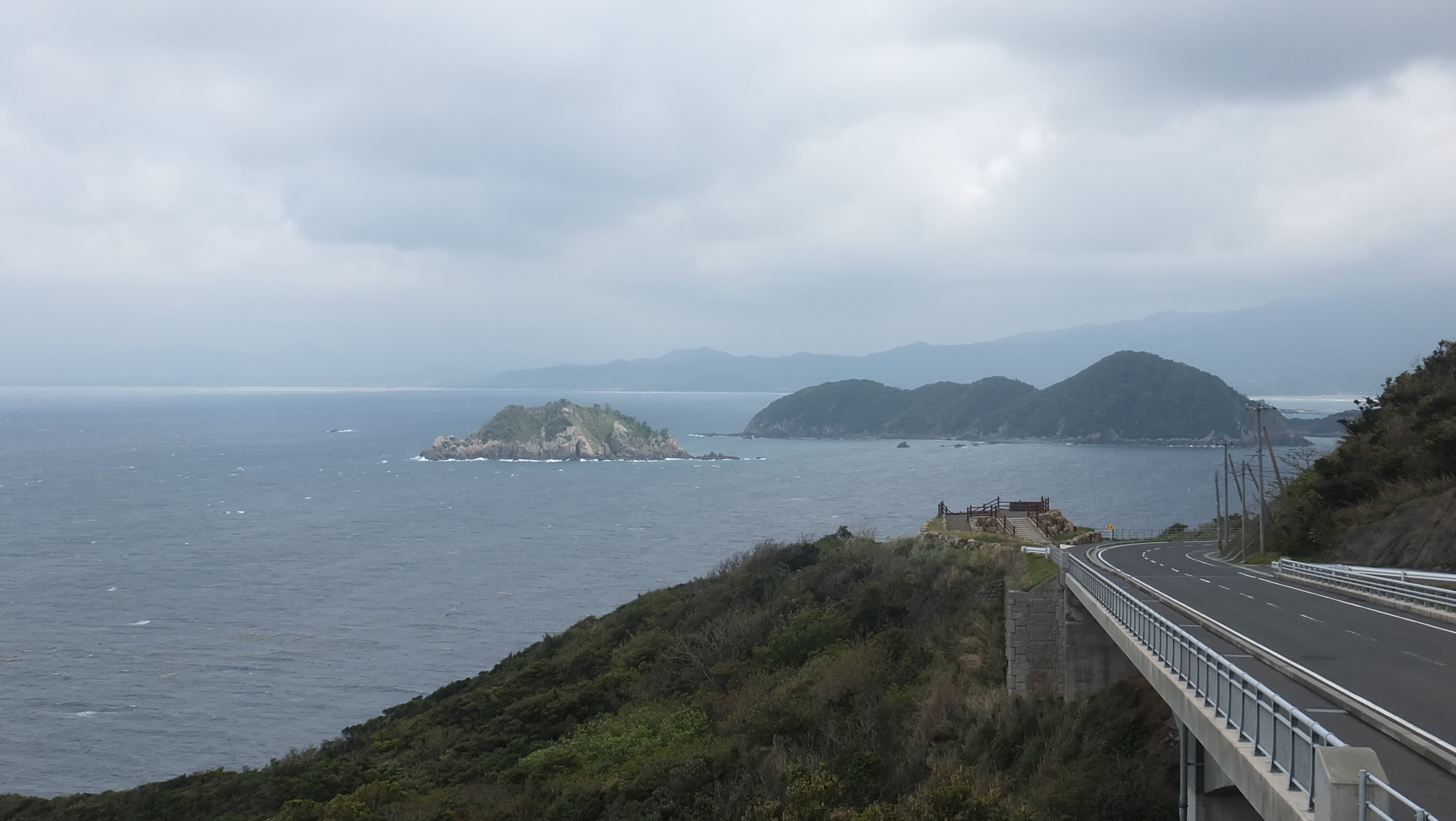
海道八景No.1 高崎山展望所から見る薩摩半島と崎ノ山一帯
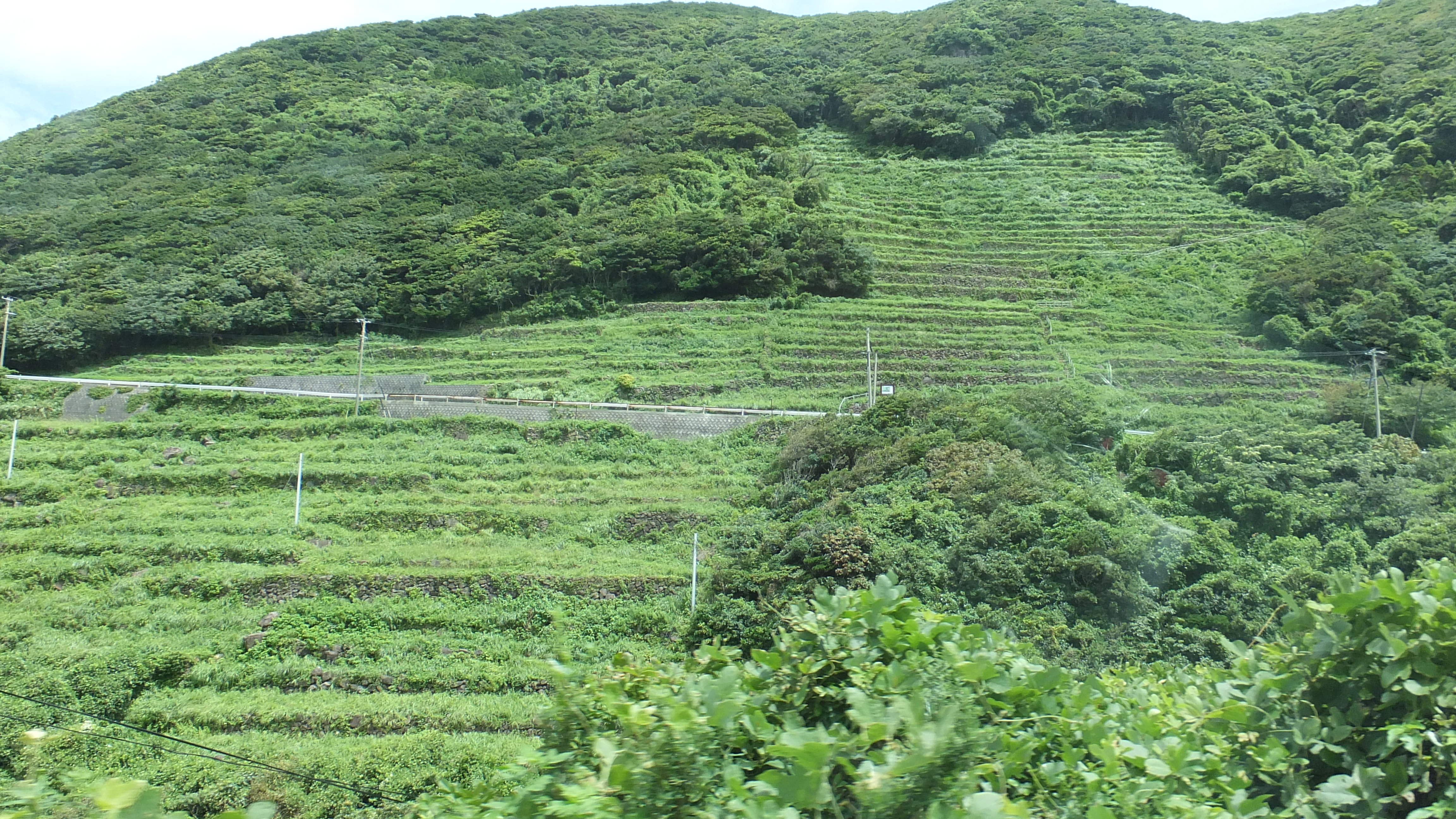
海道八景No.2 谷山展望所から見る段々畑
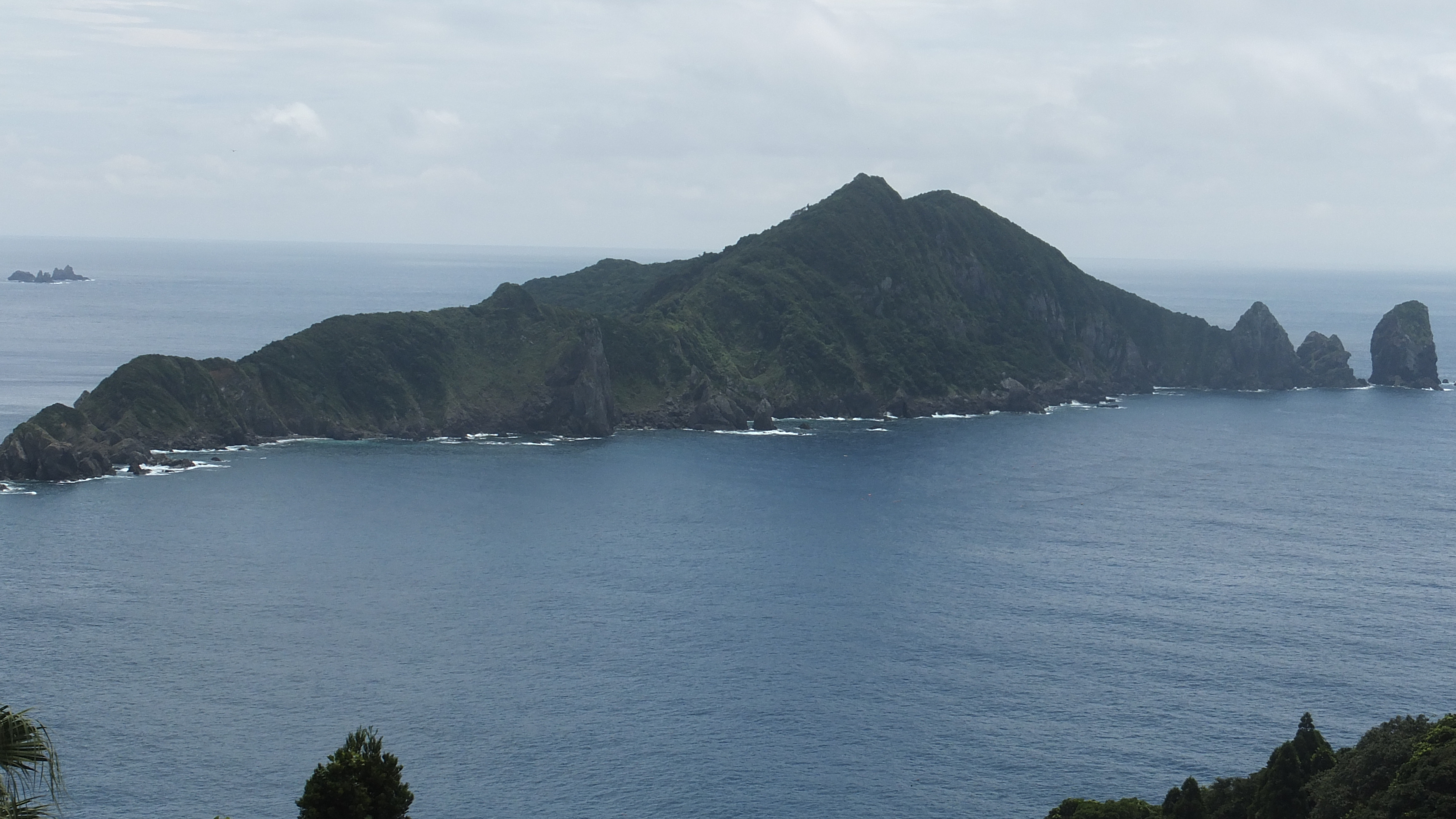
海道八景No.4 笠沙美術館展望所から見る沖秋目島
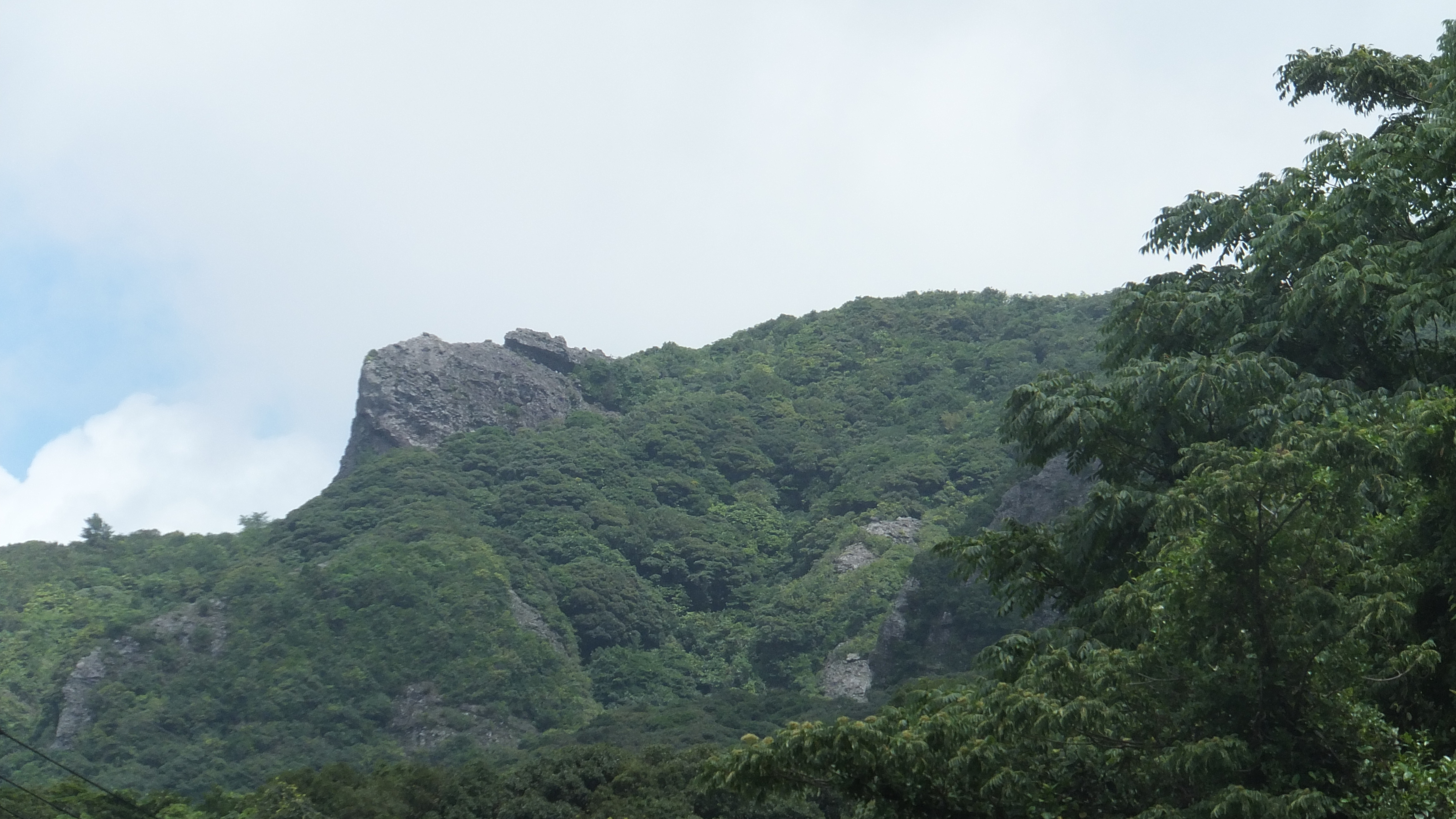
海道八景No.5 落水展望所から見る亀ヶ丘岩壁
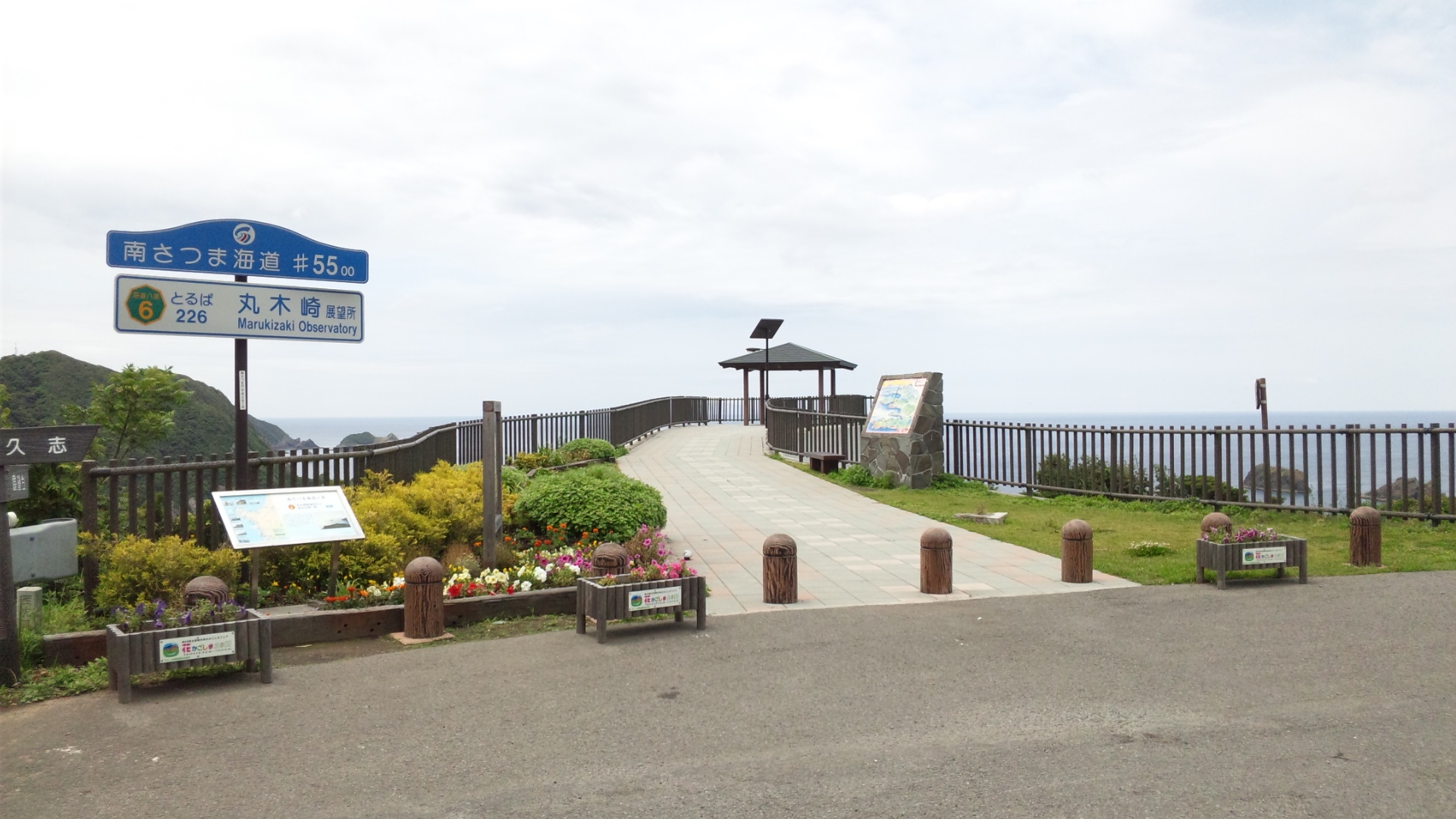
海道八景No.6 丸木崎展望所
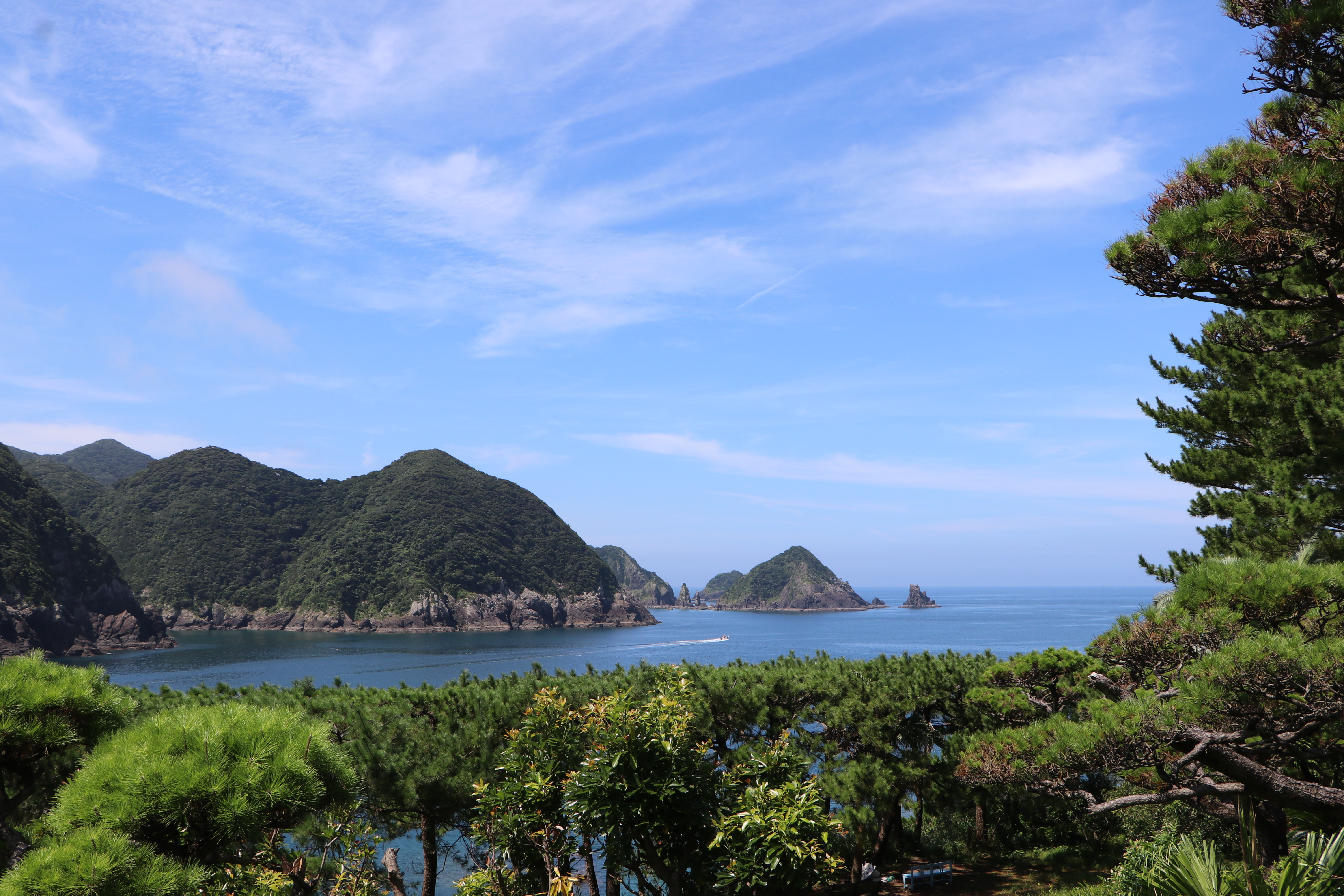
海道八景No.7 輝津館展望所から見る双剣石周辺
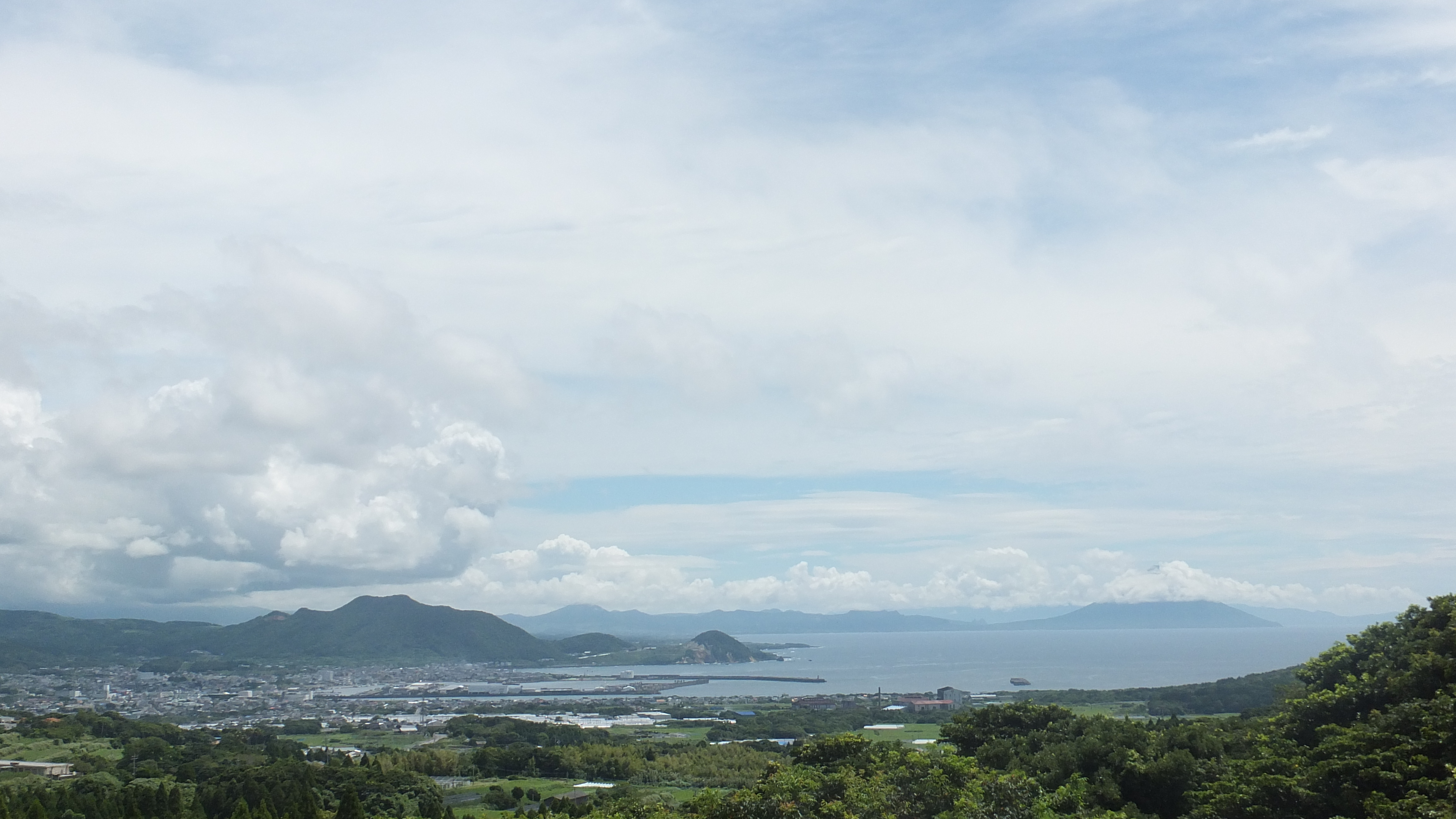
海道八景No.8 耳取峠展望所から見る枕崎市街地と開聞岳